# Natascha Kampusch
Natascha Maria Kampusch (Viena, 17 de fevereiro de 1988) é uma cidadã austríaca conhecida por ter sido raptada aos dez anos de idade quando estava a caminho da escola, tendo passado mais de oito anos em cativeiro. Aprisionada num quarto sem janela na cave da casa de seu raptor, Wolfgang Přiklopil, desde 2 de março de 1998, quando se encontrava a caminho da escola, escapou a 23 de agosto de 2006, quando tinha 18 anos. O caso foi descrito como um dos mais dramáticos da história criminal da Áustria.
Isolada do mundo, desde a infância ao fim da adolescência, foi submetida a todo tipo de humilhação psicológica e sexual, tortura física com surras constantes e privação de comida e luz. A sua fuga levou ao suicídio do seu raptor, uma comoção nacional e uma crise no governo e nos serviços de segurança do país, em relação às falhas descobertas e ao encobrimento de erros na investigação policial durante os anos em que esteve desaparecida e que poderiam ter levado à sua libertação mais cedo.
A história de Natascha chocou o mundo, transformou-a numa celebridade nacional e internacional e resultou numa autobiografia, 3096 Dias (3096 Tage), em documentários, num filme baseado no seu livro e num posterior talk show na televisão.

## Infância e família
Filha de Ludwig Koch e Brigitta Sirny (nascida Kampusch), na infância ela não tinha boa relação com a mãe. Natascha a descrevia como alguém de natureza enérgica e decidida, pouco afeita a demonstrar emoções, alguém que não tolerava fraquezas nos outros e detestava vulgaridade. Já seu pai era alegre, carinhoso e brincalhão, mas pouco aplicado ao trabalho — era dono de uma padaria — e bebia muito com os amigos à noite. Ludwig Adamovich, chefe da comissão especial que se seguiu à libertação para examinar possíveis falhas na investigação policial, afirmou que "o tempo em que Kampusch esteve aprisionada talvez tenha sido melhor que o que ela viveu antes", declaração vigorosamente refutada pela mãe de Natascha, que ameaçou processar Adamovich por suas declarações.
Sua família incluía duas irmãs adultas e cinco primas e primos. Suas irmãs, filhas do primeiro casamento da mãe, a tratavam como o bebê da casa, treinando para ter filhos no futuro, dando-lhe banho, alimentando-a, trocando suas fraldas, levando-a a passear pelas ruas do bairro no carrinho de bebê, vestida com as belas roupas que a mãe, costureira, lhe fazia. Brigitta, uma mulher que engravidou precocemente aos 18 anos e tinha 38 quando Natascha nasceu, teve que amadurecer rapidamente e, separada do primeiro marido, trabalhou duramente para sustentar as duas primeiras filhas. De temperamento pouco emotivo, apesar do amor pelas meninas, dizia às filhas que "índio não sente dor", quando retirava os pratos fumegantes da máquina de lavar. Era com sua avó materna, porém, que na infância Natascha se sentia mais confortável e segura. Em sua casa, em Süssenbrunn, a poucos quilômetros do conjunto residencial em que a família vivia em Viena, uma pequena residência cuja aparência remontava às edificações do tempo do império, ela era mimada com chocolates, andava de bicicleta com outras crianças da rua e colhia cerejas e groselhas dos arbustos da casa.
Aos 10 anos era uma comilona compulsiva, uma menina frustrada e solitária. Em casa, como forma de combater o tédio e a solidão que considerava ser sua vida, assistia a todos os canais e programas de televisão possíveis, já que a família não se importava com o que assistia. Foi através da televisão a cabo que acompanhou várias reportagens e documentários sobre crianças desaparecidas ou raptadas e assassinadas naquela região da Áustria e na Europa na época, o que a impressionava muito.
Seus pais se separaram quando Natascha tinha apenas cinco anos e se divorciaram após seu desaparecimento. A menina passava temporadas com os dois e havia voltado para a casa da mãe após uma viagem de alguns dias com o pai na Hungria quando foi sequestrada. O sequestro da filha causou traumas profundos nos pais, que a procuraram por anos. A mãe chegou a ser acusada de cúmplice no sequestro e o pai, que já tinha problemas com o álcool, perdeu de vez o controle da vida.

## Sequestro
Kampusch saiu de casa, no conjunto habitacional de Rennbahnweg, para a escola, onde cursava a quarta série, no distrito de Donaustadt, em Viena, na manhã de 2 de março de 1998, mas não chegou à escola nem voltou para casa. Aborrecida e frustrada depois de uma discussão com a mãe, havia saído de casa sem beijá-la como sempre fazia, com sua mochila e seu casaco vermelho. Caminhou por um dos becos rodeados de casas com jardins que ligavam o conjunto habitacional à rua Melangasse, caminho da escola. Ao caminhar pela rua Rennbahnweg, notou à sua frente uma camionete branca parada e um homem moreno de olhos azuis do lado de fora que olhava ao redor sem interesse. Preocupada, hesitou entre atravessar a rua ou continuar em seu caminho. Resolveu continuar e, ao passar por ele, foi agarrada rapidamente e jogada dentro da camionete que estava com a porta aberta.
Nos primeiros dias, buscas foram feitas com o uso de cães e helicópteros e cartazes foram afixados em todas as escolas de Viena e arredores. Uma testemunha de 12 anos afirmou ter visto a menina ser agarrada por dois homens e jogada dentro de uma van branca (depois Natascha diria ter sido apenas um sequestrador). Quando esta pista foi finalmente investigada, uma grande busca policial se deu nas semanas seguintes, com 776 vans sendo revistadas em toda a área metropolitana de Viena e cidades vizinhas. Entre as vans revistadas, estava a do sequestrador, Přiklopil, que vivia a cerca de meia hora de carro do centro de capital, em Strasshof an der Nordbahn, mas o veículo não levantou nenhuma suspeita. Investigado numa batida policial, ele disse à polícia que tinha passado toda a manhã do sequestro em casa e que usava a van para transportar material para sua casa, que estava reformando.
Especulações sobre quadrilhas de pornografia infantil ou de tráfico de órgãos humanos começaram a aparecer na imprensa, levando a polícia a fazer investigações buscando ligações com possíveis crimes do pedófilo e assassino francês Michel Fourniret, quando este foi descoberto alguns anos depois, ainda durante o cativeiro de Kampusch. Como Natascha estava com seu passaporte quando foi raptada, por causa da viagem à Hungria com o pai, as buscas foram também levadas ao exterior. Acusações contra sua família complicaram mais as investigações, com insinuações de que a mãe dela estava de alguma maneira envolvida no crime ou em seu acobertamento.

### Cativeiro
Durante os oito anos em que esteve sequestrada, Natascha foi mantida numa pequena cela de 5 m² na garagem da casa de Přiklopil, cuja entrada ficava escondida atrás de um armário. Sem janelas e à prova de som, a cela tinha uma porta feita de concreto reforçada com aço. O pequeno local tinha uma pia, vaso sanitário e uma cama tipo beliche onde ela dormia na parte de cima e usava a escada para pendurar roupas. O espaço tinha 2,70 m de comprimento, que ela cobria com apenas seis pequenos passos, 1,60 m de largura e 2,40 m de altura. Com vinte pequenos passos Natascha dava a volta em toda a área do cativeiro. O ar na cela vinha de um ventilador instalado no alto, que passava por um tubo no teto vindo da garagem. O ruído deste ventilador, nunca desligado, iria quase enlouquecê-la pela repetição constante nos primeiros meses.

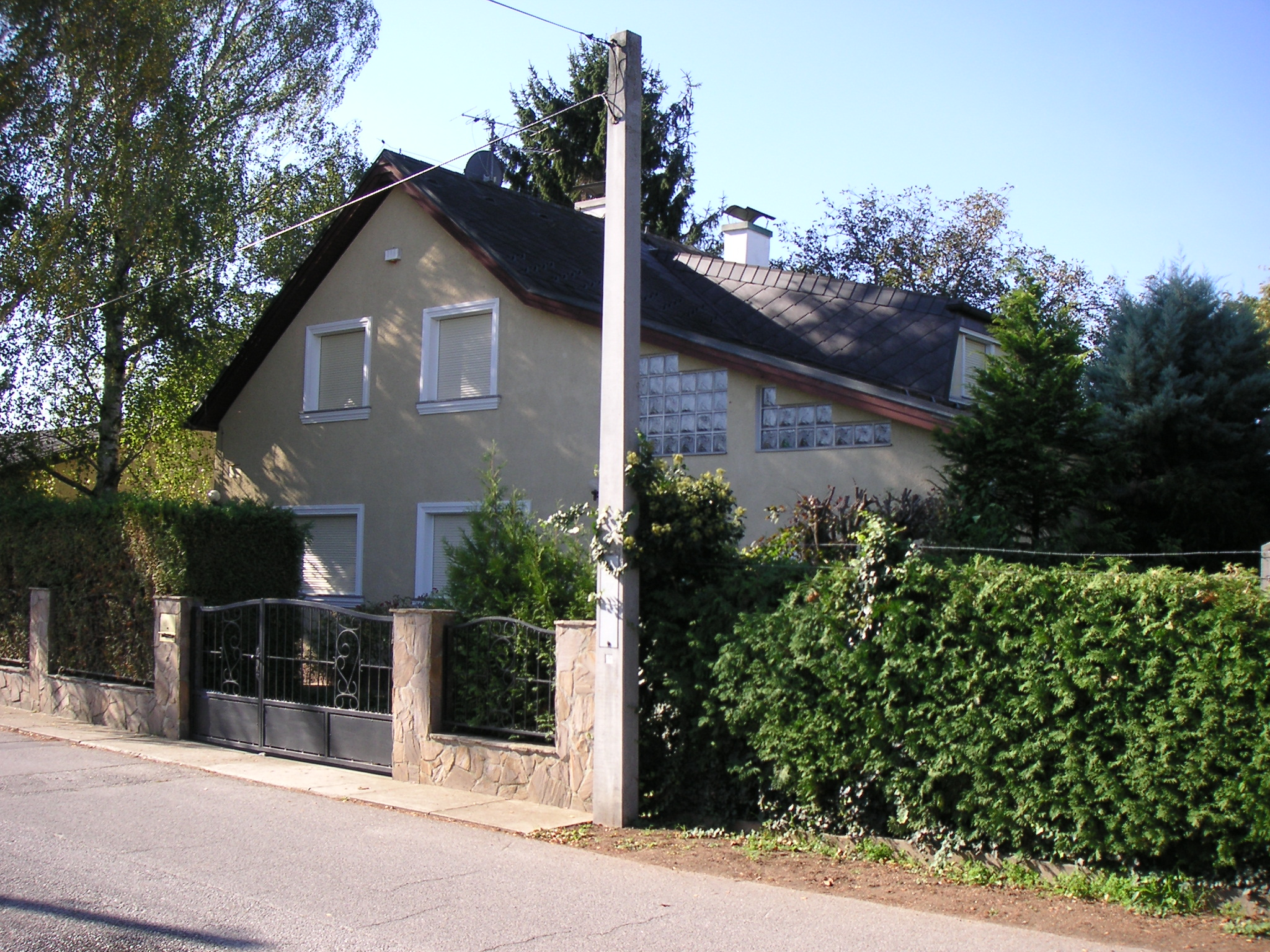
A casa de Wolfgang Přiklopil, na Heine Strasse 60, Strasshof an der Nordbahn, perto de Viena, onde Natascha foi mantida em cativeiro.

Em sua primeira noite de cativeiro, Natascha, que ao ser jogada na van achava que gritava, mas não conseguia produzir nenhum som, perguntou ao raptor qual o tamanho dos sapatos dele — vendo os documentários na tv, havia aprendido que o refém deve sempre tentar conseguir todas as informações de seu sequestrador para posterior identificação — e pediu a Přiklopil que, antes de apagar a luz de sua cela lhe colocasse na cama — no início, um fino colchão no chão —, contasse uma historinha — ele leu A Princesa e a Ervilha Parte 2, de um livreto de contos infantis tirado da mochila escolar — e lhe desse um beijo de boa noite, tudo feito pelo sequestrador com boa vontade.
Nos primeiros seis meses de cativeiro, ela não teve permissão de sair da cela em nenhum momento, não pôde tomar banho a não ser na pequena pia da cela, não podia olhar nem falar com Přiklopil sem autorização e por vários anos não pôde deixar o pequeno espaço à noite. No primeiro ano, era obrigada a chamar seu captor de "Mestre", o que sempre se recusava a fazer, mostrando rebeldia, que lhe custaria surras. Com um ano e meio de cativeiro, ele decidiu que Natascha não podia mais usar seu nome e agora pertencia a ele. Assim ela foi obrigada a escolher outro nome e passou a chamar-se "Bibiane", sua identidade pelos sete anos seguintes. Em dezembro de 1999, aos 21 meses de cativeiro, ela pode respirar ar puro pela primeira vez, quando Přiklopil lhe permitiu passar alguns minutos no jardim da casa com ele, à noite. Pouco tempo depois, ele lhe disse seu verdadeiro nome e com isso Natascha teve a certeza de que seu raptor nunca a deixaria sair dali viva.
Submetida a anos de abuso físico e mental após entrar na puberdade, Natascha muitas vezes dormia algemada a Wolfgang na cama dele — o fez pela primeira vez aos quatorze anos —, era obrigada a raspar a cabeça para que fios não ficassem pela casa, passou períodos de fome, chegou a apanhar mais de 200 vezes numa semana até ouvir sua própria espinha estalar, era obrigada a lavar, cozinhar, arrumar e limpar a casa quase nua, geralmente apenas de calcinha e boné. Quando seu raptor resolveu fazer uma reforma na casa, que durou anos, Natascha foi seu único operário. Chegou a carregar sacos de cimento pesados demais para sua idade, instalar piso, montar janelas e quebrar concreto, sempre sob as ordens dele e vigiada de perto. Qualquer erro, principalmente com a preparação da comida, era motivo para gritos ou tapas. No fim do dia, quase sempre voltava a ser trancada em sua masmorra. Tentou três vezes o suicídio, uma delas em 2004, incendiando papéis sobre uma chapa elétrica para esquentar comida que tinha na cela, de maneira a morrer por envenenamento provocado pela fumaça, após ouvir seu nome num programa de rádio que debatia um novo livro sobre pessoas que haviam desaparecido sem deixar vestígios. Por duas vezes anteriormente já tinha tentado se matar, estrangulando-se com peças de roupa aos 14 anos e tentando cortar os pulsos aos 15, sem conseguir levar até o fim seu intento em nenhuma delas. Com dezesseis anos, em vários períodos Přiklopil reduziu sua ração diária a ¼ do necessário a alguém da idade dela. Nesta idade chegou a pesar apenas 38 kg com 1,57 m. Depois de libertada, soube que seu índice de massa corporal (IMC) nessa época era de 14,8. A Organização Mundial de Saúde considera índices inferiores a 15 como forte subnutrição. Achava-se uma visão triste no espelho: careca, com as costelas aparentes, maçãs do rosto fundas e os finos braços e pernas cobertos por hematomas. Em uma oportunidade, quando ela demorou a cumprir uma de suas ordens, ele lhe atirou um canivete, que perfurou seu joelho.
A casa, onde havia um interfone entre os cômodos comuns e a cela de Kampusch para que o sequestrador pudesse falar com ela sem descer até lá, foi várias vezes visitada pela mãe de Wolfgang, Waltraud, que chegou a cozinhar e arrumar para o filho. Ela, porém, declarou depois que nunca notou a presença de mais alguém na casa, apesar de, por vezes, notar um certo "toque feminino" em sua arrumação, mas sem nunca atinar de onde aquilo poderia ter vindo.
Depois dos primeiros anos, Natascha podia passar grande parte do dia na parte de cima da casa, mas era levada de volta à câmara para dormir ou quando o sequestrador saía para trabalhar. Durante seu tempo ali, teve acesso à televisão e rádio, controlados por seu raptor. Nos últimos anos de cativeiro, ela chegou a ser vista no jardim e até no carro de Přiklopil e um dos colegas de negócios de Přiklopil disse ter visto a jovem com ele quando o sequestrador esteve em sua casa para pedir um trailer emprestado.

Imagens do local dos oito anos de cativeiro de Kampusch no porão da casa de Přiklopil.Fotos do Departamento de Polícia Criminal da Áustria/Osterreich Bundeskriminalamt.

Depois de alguns anos de cativeiro, em que o mais longe que chegava de sua cela era o jardim da casa, Přiklopil a levou ao mundo exterior. O estado psicológico de Natascha e o domínio mental dele sobre ela, além de sua constante presença física sempre a centímetros de distância, impediram entretanto qualquer possibilidade de fuga. Estiveram uma vez numa loja de material de construção e num passeio de carro até Viena foram parados numa batida policial na estrada. O policial chegou a pedir os documentos de Přiklopil e do carro e olhar para Natascha no banco de passageiros. Em pânico com as ameaças de morte a ela e a quem chegasse ao carro em caso de qualquer reação, ela se manteve paralisada e o veículo foi liberado.
Pouco antes de fazer 18 anos, Přiklopil a levou a uma estação de esqui nas montanhas perto de Viena para esquiarem por algumas horas. Depois de libertada, ela inicialmente negou esta viagem, mas acabou admitindo ser verdade, dizendo que não teve nenhuma chance de escapar. Esta viagem foi planejada meticulosamente por Přiklopil, que a seu jeito psicótico tentava estabelecer uma "vida normal" com Natascha como homem e mulher. Foi a primeira vez em sete anos que ela esteve em campo aberto. O tempo todo esteve com o sequestrador próximo a ela, lembrando-lhe que a mataria e a qualquer um caso ela chamasse alguma atenção. No único momento sozinha que teve nesta viagem, a primeira vez em que ficou só sem estar em sua cela após quase oito anos, ela conseguiu ir ao banheiro feminino, com Přiklopil do lado de fora da porta esperando. O banheiro estava vazio, mas enquanto ela lá estava entrou uma mulher. Enchendo-se da coragem provocada pelo desespero, dirigiu-se à mulher dizendo várias vezes se chamar Natascha Kampusch e que havia sido sequestrada, pedindo ajuda. A mulher loira lhe sorriu com simpatia, virou as costas e foi embora. A reação foi um grande golpe psicológico para Natascha, que teve então a certeza de que havia sido esquecida pelo mundo exterior e transformada num fantasma. Só depois de sua fuga descobriu-se que a mulher a quem tinha se dirigido era uma turista holandesa que não tinha entendido nada do que ela tinha falado.
Mesmo assim, Natascha muitas vezes tentou discretamente atrair a atenção, já que por anos suas fotos cobriram toda a Áustria: "Eu tentava fazer algum sinal às pessoas... Eu tentava sorrir como eu sorria nas fotos (as fotos dela foram transmitidas pela televisão e coladas nos postes e árvores de Viena e seus arredores) para que as pessoas pudessem se lembrar de mim". Mas ela nunca foi notada.
De acordo com seu depoimento oficial após a fuga, ela e Přiklopil acordavam cedo para o café da manhã juntos. Ele lhe deu livros, de modo que ela pudesse se tornar autodidata e, de acordo com um amigo do criminoso que a havia visto uma vez, parecia feliz. Anos depois, explicando o sentimento de que não havia perdido nada durante seu confinamento, ela declarou: "eu me poupei de muitas coisas, como cigarros, bebidas e más companhias". Mas acrescentou: "eu sempre pensava: eu não vim ao mundo para viver trancada e ter minha vida completamente arruinada. Entreguei-me ao desespero com essa injustiça. Sempre me senti como uma pobre galinha num galinheiro. Vocês viram minha cela na televisão e na mídia e hoje sabem como era pequena. Era um lugar de desespero." Dietmar Ecker, o assessor de imprensa de Kampusch, declarou depois que ela lhe havia dito que às vezes Přiklopil lhe batia tanto que ela mal conseguia andar. Quando ela ficava roxa de tanto apanhar, ele tentava reanimá-la, pegava uma câmera e a fotografava.
Přiklopil havia amedrontado Kampusch dizendo que as portas e janelas da casa tinham armadilhas cheias de explosivos e que ele dormia com granadas sob o travesseiro. Também a ameaçava dizendo que sempre carregava uma arma e a mataria e aos vizinhos se ela tentasse fugir. Uma ocasião, ela fantasiou a ideia de cortar a cabeça de seu raptor com um machado, mas desistiu da ideia. Durante todo o tempo em que esteve presa, prometia a si própria que "iria crescer, ficar mais forte e resistente e um dia seria capaz de ser livre de novo".
Socos e pontapés, estrangulamento, arranhões, contusão e esmagamento do punho, espremido no batente da porta. Atingida por um martelo e socos no estômago. Hematomas: no quadril (lado direito); antebraço (5x1 cm) e braço (cerca de 3,5 cm de diâmetro) direitos; nas coxas esquerda  e direita, no lado externo (esquerda 9–10 cm de comprimento), coloração de preta profunda à roxeada (cerca de 4 cm de largura), assim como nos dois ombros. Lesões e arranhões em ambas as coxas e na panturrilha esquerda.— Anotações no "diário" feito de pequenos pedacinhos de papel na cela, janeiro de 2006, sete meses antes da fuga.

### Fuga

Natascha Kampusch deixa a delegacia de Deutsch-Wagram, Áustria, protegida por um cobertor e escoltada pela polícia após a fuga. Nas pernas, as marcas de oito anos de maus tratos e carência de vitaminas e luz solar.

Em 23 de agosto de 2006, Natascha estava no jardim lavando e passando o aspirador de pó no BMW 850i de Přiklopil, sempre vigiada de perto, quando, às 12:53, ele recebeu um telefonema no celular. Por causa do barulho do aspirador, ele se afastou para outra área da casa para poder atender ao chamado. Deixando o aspirador ligado, ela saiu correndo pelo jardim sem ser vista por ele, que, de acordo com o que o interlocutor informou mais tarde aos investigadores, se comportou por toda a conversa sem parecer distraído ou perturbado. O portão do jardim estava, pela primeira vez, semiaberto. Natascha saiu por ele sem ser percebida e correu por cerca de 200 m entre os jardins das casas vizinhas e pela rua, tentando encontrar alguém. Na rua adjacente viu três pessoas andando em sua direção, um idoso, um adulto e um menino, provavelmente três homens de uma mesma família e pediu ajuda: um celular para chamar a polícia. Os homens desviaram dela seguindo seu caminho dizendo não ter celular. Pulou então a cerca de um dos jardins das casas em volta, mas não encontrou ninguém. Continuou a correr cruzando cercas vivas e canteiros das casas, até ver uma senhora através da janela aberta de uma das casas da rua Heine e pediu ajuda gritando "Eu sou Natascha Kampusch!" e dizendo que havia sido sequestrada — todo o tempo apavorada de que Přiklopil estivesse atrás dela. Foi mandada ficar na cerca viva e não pisar no gramado pela dona, Inge T, de 71 anos, enquanto ela telefonava para a polícia. Dois jovens policiais atenderam ao chamado e, para surpresa de Natascha, a mandaram ficar parada com as mãos para o alto. Perguntas rápidas foram feitas e ela foi levada pelos policiais à delegacia de Deutsch-Wagram. O sequestro havia terminado, depois de 3.096 dias de cativeiro.
Sabine Freudenberger, a primeira policial a ter contato com Natascha após a libertação, declarou que ficou impressionada pela inteligência e articulação da jovem. No cativeiro, após os dois primeiros anos, Přiklopil lhe havia dado livros, ensinado matemática, permitido acesso à televisão, jornais e rádio e ela ouvia sempre a Ö1 International, a estação oficial internacional da Áustria, dedicada à educação e música clássica, também com transmissão em espanhol e inglês.
Na delegacia, policiais que haviam trabalhado em seu caso se juntaram a seu redor. Natascha se sentiu sufocada e em pânico por estar cercada por tantas pessoas que lhe faziam várias perguntas ao mesmo tempo, depois de anos sem quase qualquer contato humano além de seu raptor. Não entendia por que não a colocavam num local tranquilo e em isolamento até que ela se tranquilizasse, para fazerem um interrogatório com mais calma no dia seguinte. Foi identificada pela cicatriz que possuía, pelo passaporte achado após as buscas na casa de Přiklopil e por exames de DNA. Ela foi encontrada em boa saúde física, apesar de pálida, tremendo e pesando apenas 48 kg, aproximadamente o mesmo peso (45 kg) que tinha aos 10 anos quando foi sequestrada, e tinha crescido apenas 15 cm. Pouco tempo depois de sua chegada a Deutsch-Wagram e às primeiras notícias veiculadas em plantões especiais das televisões e estações de rádios, a imprensa já tinha cercado completamente o local. Sua saída dali para ser transferida para a delegacia de Viena foi feita com a proteção de um grande cobertor azul que a cobria completamente, numa imagem que correu o mundo. Seus pais, avisados, a encontraram em Viena em estado de choque e euforia e o encontro foi em meio a choros e gritos de seus parentes. Desacostumada ao contato físico, os abraços de sua família — suas irmãs mais velhas também acorreram à delegacia — a fizeram ficar tonta e quase desmaiar. A seu pai, Ludwig Koch, que a abraçava em prantos e fez questão de procurar em Natascha a cicatriz que ela possuía desde a infância, disse: "Te amo", como dizia sempre que o pai se despedia após deixá-la na casa da mãe, quando passavam o fim de semana juntos, oito anos antes. Não teve porém permissão para voltar para casa, ficando à disposição da polícia e aos cuidados de seus psicólogos, sendo transladada da delegacia para um hotel em Burgenland, num andar guardado por homens armados e totalmente interditado pela polícia, que até ali não tinha notícias de Wolfgang Přiklopil e temia uma vingança. Só voltaria ao convívio com a família semanas depois.
Com a fuga de Natascha, Wolfgang Přiklopil fugiu da casa e vagueou o dia todo por Viena. Encontrou-se com um amigo e ex-sócio Ernst Holzapfel num shopping center, onde lhe confessou os motivos de seus atos e teve sua imagem capturada por câmeras de segurança do estabelecimento quando se encontrava num balcão de informações. No fim do dia, sabendo que toda a polícia do país o caçava, suicidou-se jogando-se na frente de um trem em movimento perto da estação Wien Praterstern, no norte da cidade. Ele havia dito a Kampusch que "nunca o pegariam vivo".

## O sequestro de Natascha
Wolfgang Přiklopil (Viena, 14 de maio de 1962 – Viena, 23 de agosto de 2006) era um técnico de telecomunicações austríaco e foi o responsável pelo sequestro e cativeiro por oito anos de Natascha Kampusch. Filho único de Karl e Waltraud Přiklopil, seu pai era vendedor de uma empresa de bebidas e sua mãe, que o mimava desde criança, era vendedora de sapatos. Durante algum tempo, exercendo sua profissão, Wolfgang trabalhou na Siemens. Depois que deixou este emprego trabalhou como autônomo, fazendo reformas em casas e apartamentos.
A casa em que vivia e onde aprisionou Kampusch, na Heine Strasse 60, Strasshof an der Nordbahn, pequena cidade nos subúrbios de Viena, pertencia anteriormente a seu avô, Oskar Přiklopil, que a comprou após a II Guerra Mundial. No período da Guerra Fria, Oskar e seu filho Karl construíram nela um abrigo contra bombas, que se tornaria a origem da masmorra de Kampusch. Wolfgang passou a morar na casa em 1984, após a morte de sua avó.
Maníaco por limpeza e organização, tinha Mein Kampf de Adolf Hitler como um de seus livros preferidos na prateleira. Sempre falava a Natascha sobre Hitler dizendo que "ele estava certo ao mandar os judeus para a câmara de gás". Seu ídolo politico era Jörg Haider, o líder do Partido da Liberdade da Áustria, de extrema-direita. Em 11 de setembro de 2001, ficou satisfeito com o ataque terrorista ao World Trade Center, dizendo tratar-se de um "ataque à conspiração para a dominação mundial judaica".
Depois de aprisionada em 2 de março de 1998, aos 10 anos, Natascha Kampusch conseguiu fugir da casa em 23 de agosto de 2006, já com dezoito anos. Sabendo-se caçado pela polícia, horas depois da fuga da adolescente, Wolfgang teve um último encontro num shopping center com um amigo, Ernst Holzapfel, um ex-parceiro de negócios, a quem confessou ser um sequestrador. Segundo as palavras de Holzapfel, "ele queria ter uma companheira, mas era muito desajeitado e tímido para tal. Achou então em sua mente pervertida que, tal qual o personagem central do livro e filme O Colecionador, de John Fowles, poderia capturar uma menina e mantê-la presa para que ela crescesse e aprendesse a amá-lo". Em seu depoimento, Holzapfel também declarou que na época antes do sequestro, Přiklopil lhe havia perguntado como isolar acusticamente um cômodo, de maneira que nem uma furadeira fosse ouvida em outros lugares de uma casa.
Alvo da caçada policial que se seguiu, com as imagens da casa invadida e da cela descoberta por policiais e peritos em todos os canais de televisão austríacos, depois do encontro com Holzapfel, Přiklopil dirigiu-se a uma estação ao norte de Viena e suicidou-se jogando-se nos trilhos à frente da composição em movimento. Foi enterrado em 8 de setembro sob o nome de "Karl Wendelberger" no túmulo da família Piplitz em Laxenburg, ao sul da capital austríaca. Aparentemente, Přiklopil usava apenas um Commodore 64 como computador pessoal, que por sua tecnologia obsoleta tornou difícil aos investigadores recuperar qualquer possível evidência existente nele.

## Falhas na investigação
O sequestro de Natascha Kampusch passou anos nas manchetes dos jornais, revistas e televisões austríacas e europeias, não apenas pelo fato em si, mas pelo aparecimento de dezenas de teorias da conspiração e pelas falhas na investigação policial que começaram a brotar de arquivos policiais descobertos, denúncias anônimas e matérias jornalísticas nos anos posteriores à sua fuga. Erros cometidos vieram à tona em sequência. 130 pistas foram recebidas pela polícia nos dias seguintes ao desaparecimento, em março de 1998, mas quase todas eram falsas, sem sentido ou absurdas. Investigações chegaram a ser feitas na Hungria, onde ela teria sido vista.
Duas pistas importantes, porém, foram negligenciadas ou ignoradas. O depoimento da menina de 12 anos, Ischtar Akcan, que declarou ter visto ela ser jogada dentro de uma caminhonete branca e que havia um segundo homem nela, apesar de feita dois dias após o sequestro, só começou a ser investigada mais de duas semanas depois. A Akcan, porém, nunca foi pedido que fizesse uma descrição do homem que viu, para a confecção de um retrato falado. Quando ela viu a foto de Přiklopil na televisão, após a fuga de Natascha em agosto de 2006, reconheceu-o imediatamente. Além disso, a polícia anunciou aos meios de comunicação que havia essa nova pista e que as vans brancas da cidade seriam investigadas. Isto deu a Přiklopil tempo de se preparar. Ao ser visitado em casa pela polícia na Páscoa, no 43º dia de cativeiro de Natascha, o raptor havia enchido a camionete de entulho para dificultar qualquer investigação mais detalhada e disse que estava transportando e retirando material para as obras em sua casa. Sobre o dia 2 de março, afirmou apenas que não tinha saído de casa. Seu único álibi era sua própria declaração, sem qualquer testemunha, mas mesmo assim sua caminhonete foi apenas fotografada para os registros e ele não foi mais incomodado. A casa, com Natascha escondida no porão durante a batida, não foi revistada. Cães farejadores, que a achariam com facilidade pelo faro através das roupas cedidas pela família, não foram usados na inspeção. O investigador que fez a visita declarou oito anos depois que Přiklopil foi "bastante cooperativo e amigável e não viu razão para duvidar de suas respostas."
Um ano após o sequestro, a polícia austríaca fez um comunicado oficial: "Na busca pela estudante desaparecida Natascha Kampusch, nós seguimos 2 mil relatos de testemunhas, investigamos 150 pessoas, usamos 500 policiais da cidade, 200 homens da polícia regional e 13 cães farejadores em várias ocasiões, além de policiais da patrulha do rio Danúbio e helicópteros que fizeram buscas aéreas num total de 150 horas. Chegamos a um beco sem saída. A possibilidade de que Natascha tenha sido morta é alta. Não podemos afirmar que ela ainda está viva. Tudo é possível".
A pista mais importante, porém, foi totalmente ignorada e causaria uma crise quando descoberta. Dias após o sequestro, um adestrador de cães fez uma denúncia por telefone que foi anotada pelo atendente da polícia nos seguintes termos:
| “ | "Com relação à busca da camionete branca com vidros escuros que pode estar associada ao desaparecimento de Natascha Kampusch, há uma pessoa em Strasshof an der Nordbahn que pode estar ligada a isso e é proprietário de uma camionete branca Mercedes-Benz com vidros escuros. O homem é conhecido como um "lobo solitário" e tem dificuldades de relacionamento com a vizinhança. Ele vive com a mãe em Heinestrasse 60, numa casa gradeada e com sistema de alarme eletrônico. Ele possivelmente também guarda armas em casa. Anteriormente esse homem era engenheiro de comunicações da Siemens e talvez ainda trabalhe na empresa. Possivelmente ele vive com a mãe e supõe-se que tenha preferência sexual por crianças. Não se sabe se tem antecedentes criminais. O nome é desconhecido pelo autor da chamada mas foi descrito como tendo 35 anos, magro, entre 1,75 e 1,80." | ” |

Esta denúncia, que levava diretamente a Wolfgang Přiklopil, foi na época ignorada e arquivada pelos investigadores, apesar de alegarem depois que tinham tentado encontrá-la de todas as formas. Poucas semanas após a fuga de Natascha em agosto de 2006, Herwig Haidinger, diretor da Delegacia de Polícia Criminal Federal e chefe da força-tarefa que havia assumido as investigações alguns anos após o sequestro, encontrou esse material, até então desconhecido para sua equipe, nos arquivos do caso. Heidinger avisou a ministra do Interior da Áustria sobre a omissão e recebeu ordens de interromper as investigações por causa das eleições nacionais marcadas para o fim de 2006. Em 2008, dois anos após a fuga e já fora do serviço, seu depoimento sobre o fato veio a público. As declarações do ex-policial causaram um escândalo na imprensa europeia, desembocando numa crise governamental e nos serviços de segurança, com todos culpando a todos e uma nova comissão foi composta para investigar os erros da policia e do governo. Acusações do pai de Natascha, Ludwig Koch, de que investigações sobre as falhas da polícia foram suspensas pelo alto escalão da política austríaca, fez a justiça do país contratar o FBI norte-americano para fazer investigações independentes sobre os atos do governo na época. Por ironia, ao invés de buscar os responsáveis pelas falhas, Natascha passou a ser o alvo das novas investigações, suspeita de acobertar algo, como a existência de uma quadrilha de pedófilos por trás de Přiklopil — tese que por anos dominou o governo e a imprensa do país.
Em 14 de setembro de 2009, as autoridades austríacas reabriram o caso. O novo inquérito incomodou Kampusch, que se viu passar da condição de vítima à de suspeita. A nova investigação aconteceu a pedido de uma comissão parlamentar, que considerou haver demasiadas questões por responder na versão da própria Natascha sobre o sequestro e sobre a fuga de casa do raptor, Wolfgang Přiklopil. Entre os pontos obscuros da história estaria, por exemplo, o alegado encerramento numa cela. Testemunhas contrariavam esta versão, afirmando que Natascha passeava com Přiklopil e teria chegado a passar férias com ele nos Alpes. Membros da comissão, incluído o chefe da Corte Constitucional austríaca, Ludwig Adamovich, levantaram a possibilidade de que mais de uma pessoa pudesse estar envolvida ou ciente do sequestro, ou mesmo uma rede de pedofilia, e Natascha tivesse medo de falar sobre isso. As suspeitas diariamente veiculadas pela imprensa de que Natascha estaria protegendo alguém ou até de ter sido cúmplice do próprio sequestrador, por não ter aproveitado as oportunidades que supostamente teria para fugir, fizeram-na pensar em mudar de país, trocar de identidade ou mesmo suicidar-se devido às pressões. O Caso Kampush só foi declarado oficialmente encerrado pela justiça austríaca em 8 de janeiro de 2010, com a conclusão de que Wolfgang Přiklopil foi o único autor do sequestro e que não houve mais cúmplices nem envolvidos.

## Depois da fuga
Natascha Kampusch passou os primeiros dias de liberdade na ala psiquiátrica para crianças e adolescentes do Hospital Geral de Viena, aos cuidados de médicos e enfermeiras, sem contato com a família e sem permissão de sair, dividindo a área comum com jovens meninas anoréxicas e crianças que se auto-infligiam ferimentos, longe do mundo exterior do qual havia sido privada por oito anos, enquanto a imprensa do mundo inteiro "enlouquecia" sem notícias do lado de fora. Imagens de seu cativeiro e mesmo das coisas pessoais que tinha escondido de seu raptor, como roupas e um diário, apareciam constantemente na televisão, revistas e jornais. A princípio, seus pais não tiveram permissão de médicos e autoridades para estar com ela pessoalmente, depois do primeiro encontro para identificação.
Em setembro de 2006, quinze dias depois da libertação, de maneira a encerrar os rumores e especulações, e apesar de ser aconselhada a sumir e adotar outra identidade para se poupar da curiosidade alheia, Natascha concordou em dar uma entrevista à televisão austríaca. A entrevista, dada à rede pública austríaca ORF, foi vendida a mais de 120 países, a 290 euros por minuto, com os lucros sendo revertidos a ela própria. O total da venda destes direitos de reprodução, de algumas centenas de milhares de euros, seria doado a mulheres no México e na África. A princípio, combinado por seus tutores estatais que sua imagem não apareceria para poupá-la, Kampusch apareceu de rosto inteiro na tela, com a cabeça coberta por um lenço. Depois de algumas semanas, ela se mudou para uma residência de enfermeiras perto do hospital e depois para o seu próprio apartamento. Ela não quis voltar a morar com a mãe, porque, como declarou: "Eu tinha planos de ser autossuficiente quando fizesse 18 anos e isso tinha me sustentado todos aqueles anos. Agora eu queria que isso se tornasse realidade, andando por meus próprios pés e tomando conta da minha própria vida."
Especialistas forenses levantaram a hipótese de que Kampusch havia desenvolvido um tipo de Síndrome de Estocolmo por Wolfgang Přiklopil. Ela referiu-se a ele uma vez como alguém gentil, e quando soube de seu suicídio, chorou bastante. No documentário Natascha Kampusch: 3096 days in captivity, ela tem palavras simpáticas sobre seu antigo carrasco e aparece dizendo que tem "mais e mais pena dele, uma pobre alma", mesmo depois de ter sido encarcerada por oito anos pelo algoz. Mas ela o trata, porém, como um "criminoso" e doente mental. Entretanto, ela sempre negou essa hipótese, considerando isso um simplismo de quem não viveu sua experiência. Em seu livro, Natascha afirma que a relação entre os dois era complexa demais para provocar-lhe tão somente ódio do sequestrador. A mão que lhe batia era a mão que a alimentava. A mão que lhe humilhava e lhe privava da liberdade era a mão que lhe dava livros para estudar e que lhe permitiu viver, tendo poder absoluto de vida ou morte sobre ela. A intolerância de parte da imprensa e da opinião pública veio do fato de ela se negar a julgar Přiklopil do modo que as pessoas desejavam, como um simples "monstro" e nada mais. Foi necessário tempo, distância dos fatos, amadurecimento e contato com a vida normal, para que o sentimento sobre seu carrasco se tornasse mais repulsivo e odioso do que era na época de sua fuga:

Ninguém queria ouvir que não há um mal absoluto, nem preto e branco. Ninguém nasce mau, somos todos um produto do contato com o mundo e com as outras pessoas e é isso que nos faz ser o que somos. Ninguém nasce um monstro. Ele roubou minha infância e minha adolescência e foi por anos o meu tormento, mas era a única pessoa na minha vida, minha única referência de mundo. Ter ficado de certa maneira triste com sua morte, apesar de ela ser minha libertação, não era compreendido por ninguém. Era mais fácil me rotularem.—  Natascha Kampusch em 3096 Dias.

Kampusch entrevista Niki Lauda no talk show "Natascha Kampuch trifft...", do canal a cabo austríaco Puls4.

Em 2007, sua mãe, Brigitte Sirny-Kampusch, escreveu o livro Verzweifelte Jahre (Desperate Years - My Life Without Natascha, na versão em inglês), que se tornou um best-seller. Nele, Brigitte comenta que Natascha guardava uma imagem do caixão de Přiklopil em sua carteira. Natascha indignou-se com o fato de a mãe publicar o que ela acreditava ser um segredo entre as duas, explicando "Eu admito, eu disse adeus a ele. Por que não? Era importante, eu cresci com ele. A última vez que o vi vivo foi quando ele voltou as costas para mim e eu fugi dele. Eu disse adeus a seu caixão, mas nunca quis que isso fosse publicado. Ela me traiu".
Ainda se adaptando à vida em liberdade e transformada numa celebridade nacional, em junho de 2008 Kampusch iniciou carreira como entrevistadora na tevê austríaca, com o programa Natascha Kampuch Trifft... (Natascha Kampusch encontra...), do canal fechado Puls4. O primeiro convidado do programa mensal foi o campeão mundial de Fórmula 1 Niki Lauda, segundo ela, por ter uma vida levada ao extremo como a dela. O programa, entretanto, durou apenas três edições.
Neste mesmo ano, dois anos após sua fuga, ela comprou a casa onde ficou sequestrada por anos, após uma audiência pública para a venda do espólio de Wolfgang Přiklopil: "Eu sei que é grotesco. Eu tenho que pagar por eletricidade, água e as taxas de uma casa em que eu nunca quis morar". Natascha comprou a casa para impedir que fosse demolida, livrá-la de vândalos e impedir que virasse um santuário para fãs psicóticos e a visitou por duas vezes depois de sua libertação. Em entrevista em janeiro de 2010, ela disse que havia ficado com a casa pois "a considera uma parte importante de seus anos de formação". Caso a venda algum dia, ela irá antes entupir o porão, de maneira que ele não se transforme num museu macabro de sua adolescência perdida.
Em 2009, ela tornou-se o rosto da organização pró-direitos dos animais PETA na Áustria. Em junho, escreveu uma carta à ministra da Agricultura da Alemanha, Ilse Aigner, onde a campanha é baseada, exigindo a libertação de animais dos zoológicos do país, afirmando: "Os animais deveriam, como eu pude, fugir como eu fiz, porque a vida em cativeiro é uma vida cheia de privações. Cabe a você decidir se criaturas sociáveis, inteligentes e maravilhosas devem ser libertadas de suas correntes e jaulas onde pessoas cruéis as mantêm."
No mesmo ano, Natascha Kampusch deixou a televisão e perdeu a solidariedade da opinião pública austríaca, que passou a criticá-la por ter, presumidamente, enriquecido graças à história do seu sequestro. Ela afirmou que sua vida "mudou radicalmente" no dia em que escapou, mas que ainda não se sentia "realmente livre". Num desabafo, declarou que as expectativas do público em relação a vítimas de crimes são "surpreendentes". Segundo ela, se as vítimas tentam se esconder, recebem críticas porque o público teria o direito de saber o que aconteceu. Mas, se cedem às pressões e contam suas histórias, são acusadas de buscarem os holofotes e são consequentemente vistas como figuras públicas com pouco direito a privacidade.
"Resisti a todo o lixo psicológico e às fantasias de Wolfgang Přiklopil e não me permiti ser dominada. Agora eu estava do lado de fora e era isso que as pessoas queriam ver: uma pessoa enfraquecida, que nunca se recuperaria e sempre dependeria da ajuda dos outros. Mas, no momento em que me recusei a carregar a marca de Caim pelo resto da vida, o humor da opinião pública mudou."—  Natascha Kampusch em 3096 Dias.
Sobre o único fato ocorrido durante seu cativeiro que nunca foi trazido a público durante as investigações, ela declarou em seu depoimento oficial: "Eu não quero e não responderei a nenhuma pergunta sobre detalhes íntimos e pessoais que ocorreram comigo". Mesmo em sua autobiografia, publicada em 2010, ela não fala sobre o caso. Somente em 2013, numa entrevista dada ao jornalista Günter Jauch da televisão alemã por ocasião de seu 25º aniversário, dias antes do lançamento mundial do filme 3096 Dias, baseado em seu livro homônimo, Natascha assumiu ter sido estuprada durante o cativeiro. O filme traz cenas de estupro, que não constam do livro e foram anexadas com o consentimento de Kampusch, depois que documentos policiais com evidências dos estupros múltiplos cometidos por Přiklopil foram colocados em domínio público.
Em 2010, com 22 anos, ela obteve o certificado de conclusão do ensino médio. Em 2011, usando parte do dinheiro ganho com a venda do livro, um best seller internacional, construiu e equipou um hospital infantil no Sri Lanka, Natascha Kampusch’s Children’s Ward, estando presente para sua inauguração. No mesmo ano, ela entrou com um pedido de indenização de €1 milhão de euros contra o Estado austríaco (€323 por dia de cativeiro) pela incompetência dos serviços de segurança do país em resgatá-la após seu sequestro.
Natascha Kampusch optou por viver em semirreclusão voluntária no apartamento que comprou no centro de Viena. Raramente sai à rua, para evitar ser reconhecida e, eventualmente, até ser insultada, por pessoas que a consideram responsável pela morte de Přiklopil e ter enriquecido às custas do sequestro. As ilações que vez por outra aparecem na imprensa de que ela possivelmente teria sido cúmplice e refém voluntária de Přiklopil durante seus anos de cativeiro a traumatizaram e já a fizeram pensar em suicídio ou em se mudar de Viena e da Áustria. Ela passa o tempo estudando, pintando e tirando fotografias. Seu projeto pessoal, é passar "tão desapercebida quanto possível".

### Atualização: 10 anos depois
Em 2016, para relembrar os 10 anos de sua fuga, ela lançou um outro livro. Na época, numa entrevista à AFP, ela ainda falou sobre a perseguição e ódio do público: "Não fico com raiva. Costumava ficar, mas percebi que você pode alcançar muito mais sendo estoico. Pessoas assim não vão mudar, não importa como eu me comporte com elas". Ela também disse que a maioria das pessoas a havia deixado em paz. No livro escreveu que "A sociedade precisa de 'supostos monstros', como Wolfgang Priklopil, para colocar um rosto no mal que vive nelas". A então dona de casa que vivia em Strasshof, nos arredores de Viena, disse também à agência que gostaria de ser psicóloga, ainda estava se integrando ao século XXI e que visitava a casa na qual havia ficado presa duas vezes por mês para resolver assuntos práticos, como cuidar do jardim. "O duro retorno à vida de Natascha Kampusch, 10 anos após seu cativeiro", escreveu o G1 então.
Em 2018, com 29 anos de idade, ela falou ao The Telegraph sobre o Caso Turpin, em que os pais Louise e David mantiveram 13 filhos em cárcere durante vários anos. "Consigo imaginar o que eles passaram, mas crianças deveriam ter o direito de visitar os pais na prisão, nem que fosse para dizer que os odeiam", opinou.

## Na cultura popular
Livros, documentários de cinema e televisão e filmes baseados em livros foram lançados sobre o sequestro de Natascha Kampusch. Logo em novembro de 2006, três meses após sua libertação, os britânicos Allan Hall e Michael Leidig publicaram Girl in the Cellar: The Natascha Kampusch Story, escrito em inglês, e considerado pelo advogado de Kampusch como prematuro e especulativo. Em setembro de 2010, Kampusch lançou seu próprio livro, 3096 Tage (3 096 Dias), em que conta sua história em detalhes com suas próprias palavras.
Neste mesmo ano, o canal britânico Channel 5 levou ao ar um documentário de uma hora de duração, Natascha: the Girl in the Cellar, que reconstituía todo o caso e incluía uma extensa entrevista com Kampusch. Em fevereiro de 2013, estreou nos cinemas o filme 3096 Dias, baseado em seu livro autobiográfico, filmado em Munique, na Alemanha, em parte pela comoção e controvérsia que o caso ainda causa na Áustria.
Seus pais escreveram livros sobre o sequestro. Verzweifelte Jahre – Mein Leben ohne Natascha. (Desperate Years - My Life Without Natascha, na edição em inglês), de Brigitta Sirny-Kampusch, foi lançado em 2007 com o depoimento da mãe de Natascha sobre os anos que passou longe da filha. Em 2013, seu pai, Ludwig Koch, junto com o britânico Alan Hall, escreveu o best seller Missing, baseado em 57 mil arquivos policiais sobre o caso, em que levanta a hipótese de que Ernst Holzapfel tenha sido cúmplice de Wolfgang Přiklopil no sequestro e cativeiro de Kampusch.